# Magno Cruz
Magno Damasceno Santos da Cruz (ur. 20 maja 1988 w Salvadorze) – brazylijski piłkarz występujący na pozycji pomocnika, zawodnik Clube de Regatas Brasil.

## Życiorys

### Kariera klubowa
Od 2008 roku był zawodnikiem w klubach: CS Marítimo z Portugalii, Brasil Pelotas, CR Vasco da Gama, EC Bahia, Ceará, Bragantino, Espérance Tunis z Tunezji, Cerezo Osaka z Japonii, Atlético Goianiense, Jeju United z Korei Południowej i Umm-Salal SC z Kataru.
17 marca 2020 podpisał kontrakt z brazylijskim klubem Clube de Regatas Brasil, umowa do 31 grudnia 2020; bez odstępnego.

## Sukcesy

### Klubowe
CR Vasco da Gama
- Zwycięzca Campeonato Brasileiro Série B: 2009

EC Bahia
- Zwycięzca Campeonato Baiano: 2012

Atlético Goianiense
- Zwycięzca Campeonato Brasileiro Série B: 2016

Jeju United
- Zdobywca drugiego miejsca K League 1: 2017